# エスケイプ・ザ・フェイト

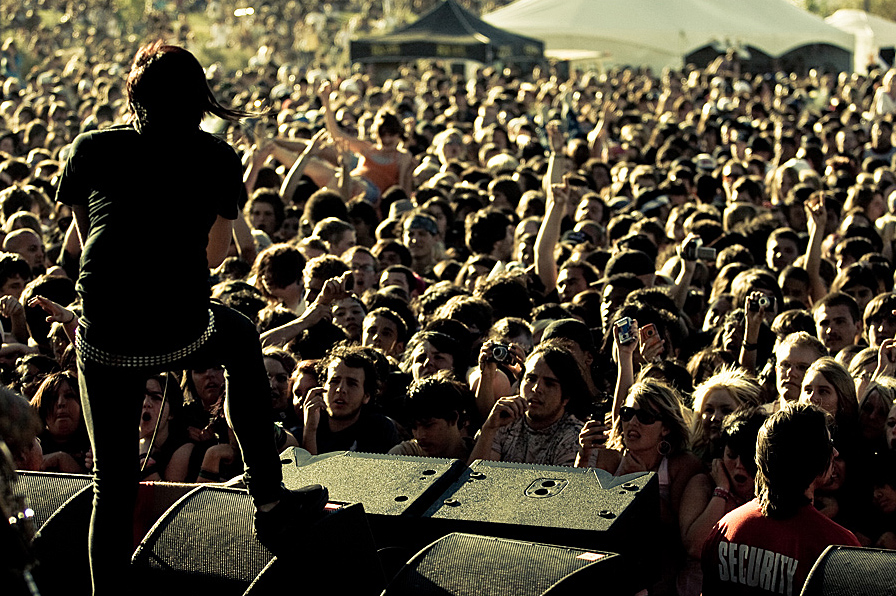
Escape the Fate (2008)

エスケイプ・ザ・フェイト（英語: Escape the Fate）は、アメリカ合衆国のポスト・ハードコアバンド。

## 現在のメンバー
- クレイグ・マビット(Craig Mabbitt) - ヴォーカル (2008–現在)
既婚、娘と息子がいる。
サイドプロジェクトではTJとメタルコアバンド、THE DEAD RABBITTSを結成し活動[1]。
- エリック・ジェンセン(Erik Jensen) - ベース,バッキングヴォーカル (2022–現在)
- マティ・ホフマン(Matti Hoffman) - リードギター (2021–現在)
- TJ・ベル(TJ・Bell) - リズムギター,ヴォーカル (2012–現在)
元モーションレス・イン・ホワイトのギター。

クレイグとはサイドプロジェクトのThe Dead Rabbittsを組んでいる。
- ロバート・オーティス(Robert Ortiz) - ドラム,パーカッション,バッキングヴォーカル (2004–現在)
唯一のオリジナルメンバー。

### 旧メンバー
- ロニー・ラドク(Ronnie Radke) - ヴォーカル (2004–2008)
現在は「Falling In Reverse」というバンドで活動中。
- オマール・エスピノーサ(Omar Espinosa) - リズムギター,バッキングヴォーカル (2004–2007)
- カールソン・アレン(Carson Allen) - キーボード,ヴォーカル (2005-2006)
- ブライアン・モンテ・マネー(Bryan "Monte" Money) - リード&リズムギター,キーボード,バッキングヴォーカル (2004-2013)
- マイケル・マネー(Michael Money) - リズムギター (2012-2013)
モンテとは兄弟。

脱退後､モンテと共にBeyond Unbrokenを結成し活動中。
- マックス・グリーン(Max Green) - ベース,ヴォーカル (2004-2012,2013-2014)
脱退後､「Falling In Reverse」に加入したが､そちらも数カ月後に脱退している。
- ケビン・スラッシャー・ガルフト(Kevin "Thrasher" Gruft) -リードギター,バッキングヴォーカル (2013-2021)

## 略歴
2004年辺りに、ちょうど前のバンドが解散して新しいバンドを結成しようとしていたロニーとマックスがMySpaceにてバンドメンバーを募集。そこに、かつて「Lovehatehero」という名のスクリーモバンドに在籍していたブライアンが加入。その後にオマール、ロバートが加入した形で結成された。
2005年には、「My Chemical Romance」が判定を下す地元のラジオ番組の音楽コンテストにて優勝。この褒美として、人気パンクバンド「Alkaline Trio」等とのヘッドライナーツアー権を獲得した。その後、大手インディーズレーベルの Epitaph Recordsと契約を結ぶ。
2006年5月には、彼らのデビュー作となる、5曲入り1stEP「There's No Sympathy for the Dead」をリリース。直後には、1stアルバム『Dying Is Your Latest Fashion』を発表した。それからまもなくして、ヴォーカルのロニーが麻薬中毒、及び暴行罪の容疑で、執行猶予付きの有罪判決を言い渡され、刑務所に2年間服役することになったため、バンドから追放された。
2007年、ギタリストのオマールがバンドを脱退。
2008年になると、人気スクリーモバンド「Blessthefall」に在籍していたクレイグ・マビットを新ヴォーカリストに迎え入れ、ニューアルバムのレコーディングを開始。『This War Is Ours』と名づけられたこのアルバムは10月21日にリリースされ、全米アルバムチャートにて初登場35位を記録した。
2010年7月には、メジャーレーベルの"DGC/Interscope"へ移籍した。11月2日には、セルフタイトル・アルバム『Escape the Fate』』をリリース。全米アルバムチャートでは、初登場25位を記録。
2012年3月、マックスがバンドから脱退。その後、ツアリングメンバーだったTJとモンテの兄弟のマイケルがバンドに正式に加入。その後、レーベル側からの過度な要求に嫌気が差したとして、メジャーレーベルの"Interscope"からの離脱を決意。同じInterscopeに所属していたPapa Roachが契約したこと、メタル、ロック界の重鎮Mötley Crüeが所属している事などからハードロック系レーベルの"Eleven Seven Music"と新たに契約する。
2013年5月14日、プロデューサーに「This War Is Ours」でも起用したジョン・フェルドマンを迎えた4thアルバム『Ungrateful』がリリースされた。全米初登場27位。同年10月、マックスが復帰、また9月からツアー同行拒否をしていたモンテとマイケルのマネー兄弟の脱退を発表。
以前からサポートに入っていたマックスがベースとして復帰。これによりTJがリズムギターになり、また新たなリードギターに「ケビン"Thrasher"ガルフト」が加入。クレイグ加入以降犬猿の仲だったクレイグと前ボーカルのロニー・ラドク(現Falling In Reverse)が和解。両バンドがダブルヘッドライナーで2014年行われるツアー"Bury the Hatchet Tour"も決定した。
2020年8月28日、新曲「Walk On」を配信シングルとしてリリースし、同曲のMVも公開。同年10月18日にはヴァイオリニストのリンジー・スターリングをフィーチャーした新曲「Invincible」を配信シングルとしてリリース、Better Noise Filmsが制作した映画『The Retaliators』の映像を使用したMVも公開。更に同月23日にはコンピレーションアルバム『CHRISTMAS WITH BETTERNOISE』に、新曲「Christmas Song」を提供。
2021年2月19日、およそ3年振りとなるアルバム『Chemical Warfare』をリリース。

## ディスコグラフィー

### アルバム
| 発売日         | アルバムのタイトル           | 販売レーベル       | 全米アルバムチャート最高位 |
| 2006年9月26日  | Dying Is Your Latest Fashion | Epitaph            | -                          |
| 2008年10月21日 | This War Is Ours             | Epitaph            | 35位                       |
| 2010年11月2日  | Escape the Fate              | DCG/Interscope     | 25位                       |
| 2013年5月14日  | Ungrateful                   | Eleven Seven Music | 27位                       |
| 2015年10月30日 | Hate Me                      | Eleven Seven Music | 32位                       |
| 2018年3月30日  | I Am Human                   | Eleven Seven Music | -                          |
| 2021年2月19日  | Chemical Warfare             | Eleven Seven Music | -                          |

### ミニアルバム
- There's No Sympathy for the Dead (2006年5月23日)
- Situations  (2006年10月3日)

### デジタルシングル
- Acoustic Sessions (2014年11月24日)
- Walk On (2020年8月28日)
- Invincible(feat. Lindsey Stirling) (2020年10月16日)